# Мопс (міфологія)
Мопс (грец. Μόψος) — персонажі давньогрецької міфології:
- Мопс — фессалієць, син Ампіка й німфи Хлоріди, славетний віщун аргонавтів; відомий мисливець у калідонському полюванні та учасник боротьби лапітів з кентаврами. Помер від укусу змії в Лівії, де його обожнювали як героя. Мопс мав свій оракул; епонім фессалійського міста Мопсіон;
- Мопс — син критянина Ракія (варіант: Аполлона) та Манто; мав свій оракул у Колофоні та Маллосі в Кілікії. За одним із міфів подолав у змаганнях віщуна Калханта, який не зміг пережити своєї поразки.
- Мопс — син Никодима і цариці пігмеїв Герани, яку Гера і Артеміда за її зарозумілість перетворили на журавля.